# Beau Is Afraid
Beau Is Afraid är en amerikansk dramakomedi- och skräckfilm från 2023. Filmen är regisserad av Ari Aster, som även skrivit filmens manus.
Filmen hade biopremiär i Sverige den 28 april 2023, utgiven av Noble Entertainment.

## Handling
Filmen kretsar kring Beau som är en paranoid man. När hans mamma gått bort beger han sig ut på en kafkaliknande resa hem sin mor.

## Rollista (i urval)
- Joaquin Phoenix – Beau Wassermann
  - Armen Nahapetian – tonåring Beau
- Patti LuPone – Mona Wassermann
  - Zoe Lister-Jones som unga Mona
- Amy Ryan – Grace
- Nathan Lane – Roger
- Kylie Rogers – Toni
- Denis Ménochet – Jeeves
- Parker Posey – Elaine
  - Julia Antonelli – Elaine som tonåring
- Richard Kind – Dr. Cohen
- Bill Hader – UPS-leverantör
- Alicia Rosario – Liz
- Michael Gandolfini – Beaus son